# شنل

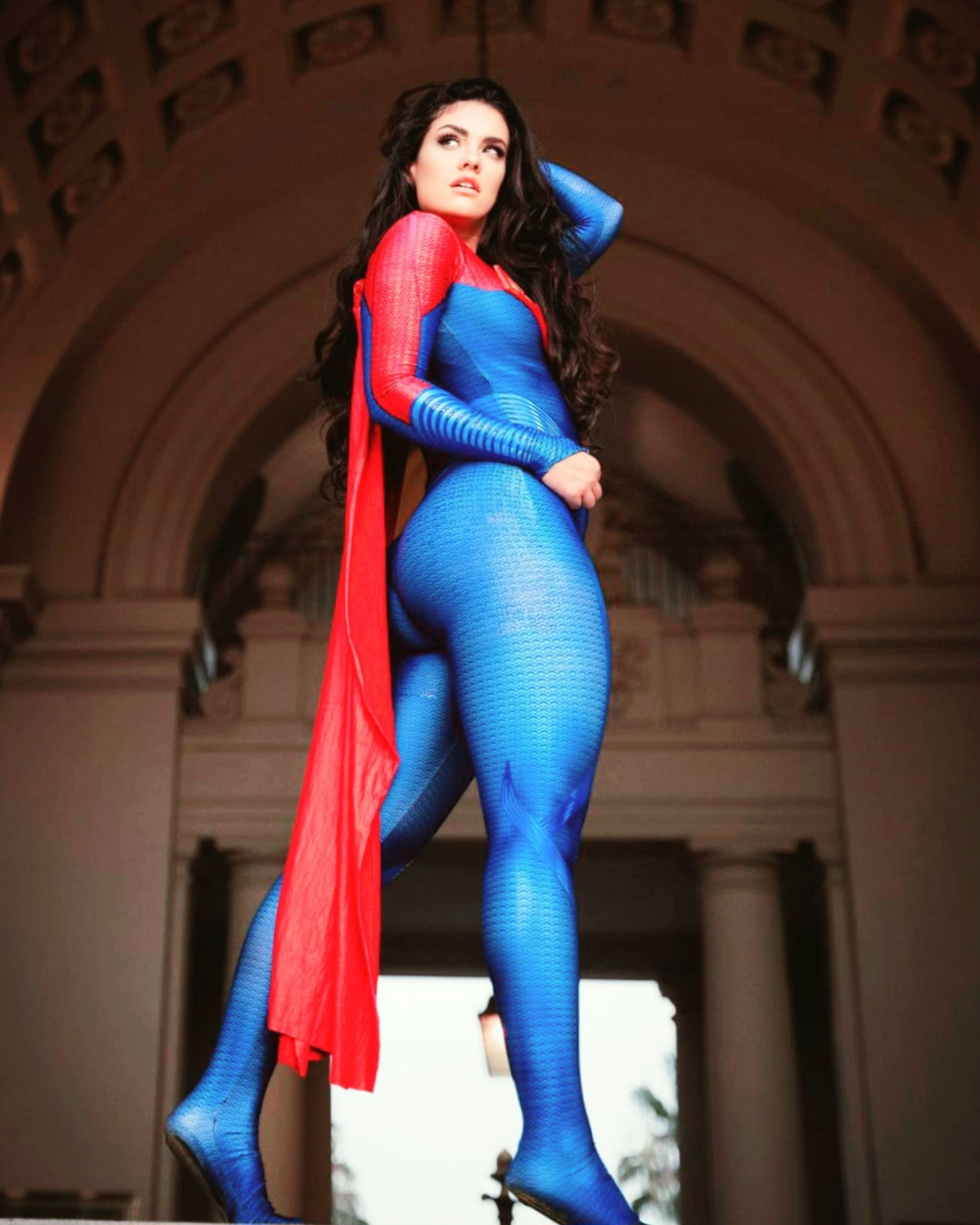
کازپلی سوپرگرل که شنل سرخ را نمایش می‌دهد.

شِنِل جامه‌ای است بدون آستین که به صورت پارچه‌ای بزرگ درست می‌شود و تنها بخش پشت بدن پوشنده آن را می‌پوشاند.
شنل تنها در گردن به بدن پوشنده وصل می‌گردد. پیشینه پوشیدن گسترده آن به اروپای قرون وسطی برمی‌گردد.

## ریشه‌شناسی
واژه شنل (به روسی: Шинель، تلفظ: شینِل) از زبان روسی وارد فارسی شده‌است، و در آن زبان به معنی پالتوی بلند نظامی است.